# Rosbif

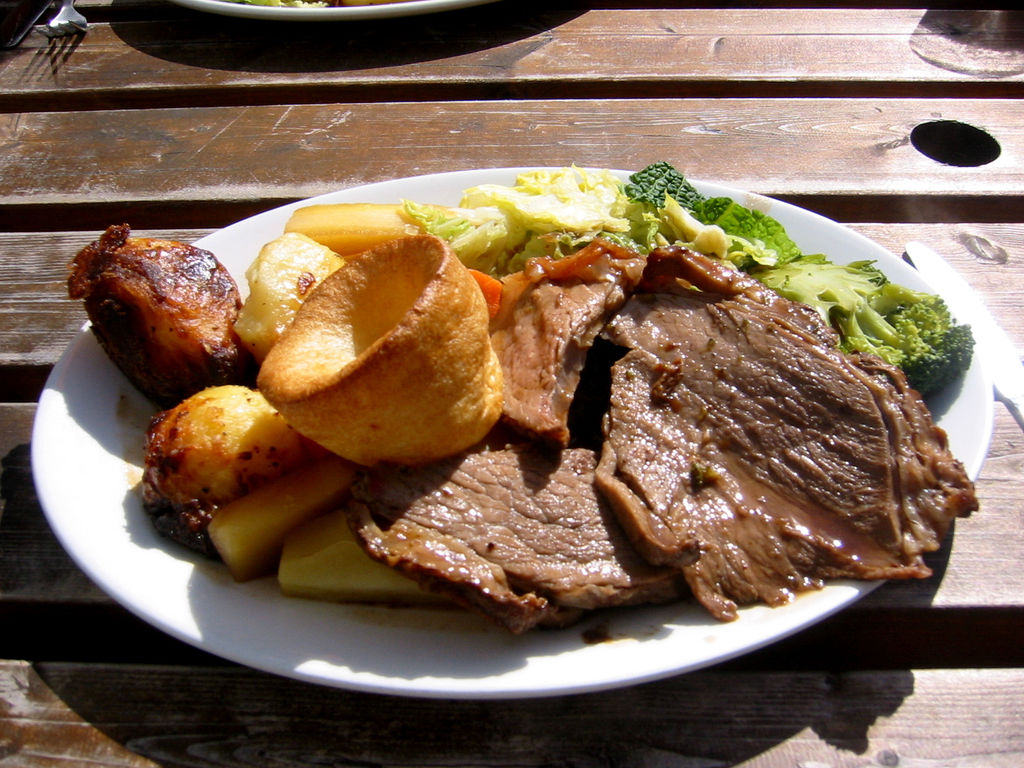
Sunday roast consistente en un rosbif, una patata asada,
verduras y Yorkshire pudding.

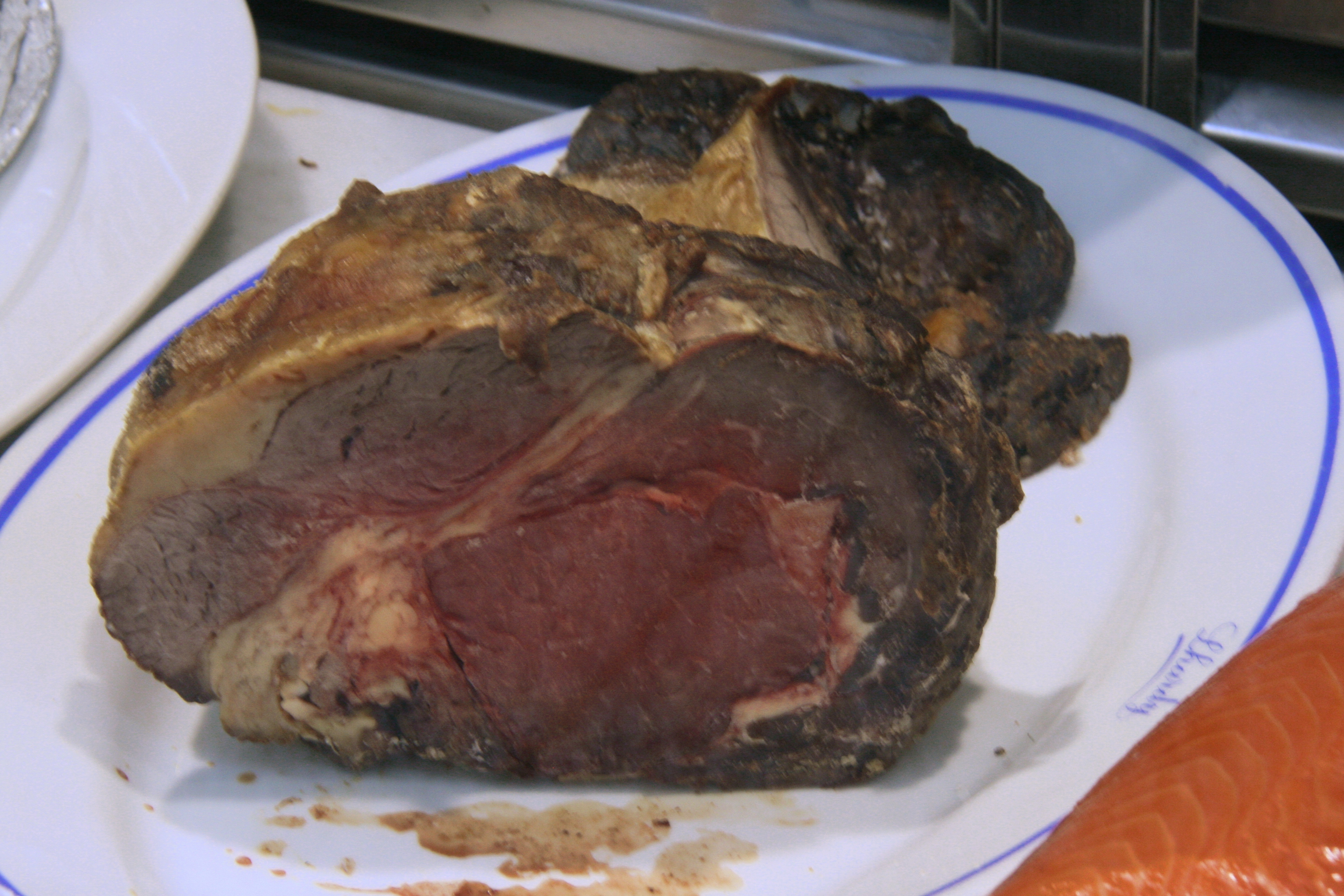
Un rosbif mostrando su corte.

El rosbif (roast beef, del inglés roast, asado, y beef, carne de vacuno) es un corte de buey tierno que se asa al horno. En la cocina inglesa, y por extensión en muchos países de tradición anglosajona, como Australia, el rosbif es un plato muy tradicional, servido preferentemente los domingos (Sunday roast). El rosbif se suele servir con verduras y patatas (fritas, asadas o en puré), y en el norte de Inglaterra se acompaña tradicionalmente de Yorkshire pudding.
Las sobras del rosbif son empleadas para hacer hash o se comen en sándwich. En Inglaterra el sándwich de rosbif (generalmente frío) es uno de los más consumidos. Se acompaña a menudo con rábano picante.
El rosbif se hace en un horno muy caliente para que se dore en superficie sin que se cueza del todo el centro de la pieza que ha de quedarse menos hecho, o según los gustos a veces muy poco hecho. Su carne procede de parte del cuello y lomo alto.